# كاليفونيون (كارديتسا)
كاليفونيون (Καλλιφώνιον) هي قرية من بلدية كارذيتسا، الوحدة الإقليمية (والمحافظة السابقة) كارذيتسا في ثيساليا. بلغ عدد السكان 1,017 نسمة وفقا لإحصاء عام 2011. وتقع على بعد 13 كم من كارذيتسا. 